# Windchill (PLM software)
Windchill to kompletny system oprogramowania obejmujący metodologię PLM (Product Lifecycle Management) wykorzystywany do zarządzania cyklem życia produktu oferowany przez firmę PTC. Obecnie z systemu korzysta ponad 1,9 mln użytkowników na całym świecie.

## Historia
Windchill został początkowo opracowany przez firmę Windchill Technology INC, której współzałożycielem był Jim Heppelmann – obecny prezes i dyrektor generalny firmy PTC. Kiedy PTC przejęła firmę Windchill Technology, Heppelmann dołączył do firmy jako wiceprezes.
Windchill po raz pierwszy został wprowadzony na rynek w 1998 roku i promowany jako pierwsze rozwiązanie PLM oparte na internecie. W 2001 PTC wprowadziła na rynek aplikację systemu Windchill  o nazwie ProjectLink odpowiadającą za zarządzanie projektami umożliwiając płynną komunikację pomiędzy zespołami pracowników zaangażowanymi w realizację projektu niezależnie od miejsca ich pobytu. W 2002 pojawiła się aplikacja PDMLink jako rozwiązanie obsługujące pełną organizację danych dotyczących produktów oraz porządkujące procesu rozwoju produktu.

## Wersje
| Version        | Data wydania  |
| -------------- | ------------- |
| Windchill 7.0  | Styczeń 2004  |
| Windchill 8.0  | Czerwiec 2005 |
| Windchill 9.0  | Wrzesień 2007 |
| Windchill 9.1  | Grudzień 2008 |
| Windchill 10.0 | Marzec 2011   |
| Windchill 10.1 | Marzec 2012   |
| Windchill 10.2 | Wrzesień 2013 |
| Windchill 11.0 | Grudzień 2015 |
| Windchill 11.1 | Styczeń 2018  |
| Windchill 11.2 | Czerwiec 2019 |
| Windchill 12.0 | Czerwiec 2020 |
| Windchill 12.1 | Grudzień 2021 |

## Rynek
System Windchill jest używany zarówno przez indywidualnych użytkowników jak i wielkie korporacje. Większość klientów to użytkownicy następujących segmentów przemysłu: przemysł lotniczy i samochodowy, elektroniczny, high-tech, przemysł ciężki, urządzeń medycznych oraz detaliczny, odzieży i obuwia. Komercyjna sprzedaż systemu Windchill jest prowadzone poprzez połączenie sprzedaży bezpośredniej wraz z kanałem sprzedaży pośredniej. Bezpośrednią konkurencją systemu Windchill są Teamcenter firmy Siemens, ENOVIA firmy Dassault Systèmes oraz Agile firmy Oracle.

## Produkty

### PDM & Procesy[4]
- Windchill PDMLink – Główna, oparta na przeglądarce internetowej, aplikacja systemu Windchill. Repozytorium, które pomaga zespołom zarządzać krytycznymi procesami: zarządzanie zmianą, konfiguracją produktu oraz szczegółowym projektowaniem.
- Windchill ProjectLink – Oparta na przeglądarce aplikacja umożliwiająca płynną komunikację pomiędzy zespołami pracującymi nad rozwojem produktu.
- Windchill MPMLink – Pierwsza zintegrowana aplikacja do zarządzania procesami produkcyjnymi.
- FlexPLM – Rozwiązanie PLM dla firm zajmujących się produkcją odzieży i obuwia.
- Arbortext Content Manager – Pomaga kontrolować tworzenie treści, współpracę, zarządzanie i publikowanie procesów w połączeniu z informacjami technicznymi i serwisowymi produktu.
- Windchill PPMLink – Dostarcza możliwości Program Portfolio Management (PPM) dla niezależnych producentów.
- Requirements Management – Połączenie aplikacji PTC Integrity i aplikacji Windchill PDMLink w celu zarządzania wymaganiami oprogramowania i hardware'u.

### Analiza Produktu
- Windchill Compliance – Śledzi i zarządza zgodnością produktu przez cały proces rozwoju produktu.
- Windchill Materials & Substances – Integruje obecne systemy typu enterprise w celu zapewnienia zgodności materiałów i substancji użytych w produkcie w oparciu o BOM.
- Windchill Cost – Umożliwia szacowanie i analizę kosztów produktów w czasie rzeczywistym.
- Windchill LCA – Umożliwia producentom użycie LCA (Lifecycle Assessment), aby skwantyfikować wpływ produktów na środowisko w ciągu ich całego życia.

### Jakość[5]
- Windchill FRACAS – (Failure Reporting, Analysis, and Corrective Action System) zarządza procesami działań naprawczych w celu poprawienia niezawodności produktu.
- Windchill FMEA – Pomaga identyfikować potencjalne przyczyny awarii w systemie.
- Windchill FTA – Tworzy graficzną prezentację błędów, która identyfikuje niepożądane zdarzenia i dostarcza narzędzie do ich analizy.
- Windchill Prediction – Pomaga ocenić niezawodność produktu na wczesnym etapie procesu projektowania.
- Windchill CAPA – Pomaga zarządzać, śledzić i analizować zagadnienia jakościowe (np. awarie).
- Windchill Nonconformance – Zarządza zużyciem, wyceną, rozwiązaniem oraz śledzeniem niezgodnych produktów.
- Windchill Customer Experience Management – Pomaga zarządzać oraz kierować reklamacjami klientów.

### Serwis[6]
- Windchill Service Information Manager – Pomaga organizować i zarządzać informacjami serwisowymi, aby zapewnić dokładność i trafność.
- Windchill Service Parts – Umożliwia użycie danych inżynieryjnych CAD, aby zdefiniować informacje o częściach zamiennych.

### Współpraca[7]
- Windchill SocialLink – Łączy ze sobą  informatykę społeczną (social computing) z danymi produktowymi zawartymi w systemie Windchill, aby stworzyć produkt i środowisko współpracy dla zespołów produktowych.
- Windchill Mobile – Umożliwia natychmiastowy dostęp do systemu Windchill z urządzeń iPad lub iPhone.
- Windchill tasks on Android

### Narzędzia[8]
- Windchill Archive – Opcjonalny moduł, który automatycznie czyści zbędne informacje poprzez archiwizowanie ich w long-term storage.
- Windchill Print Service –  Wsparcie drukowania zawartości systemu Windchill w całym przedsiębiorstwie.
- Windchill Reporting – Rozwija i dystrybuuje raporty w przedsiębiorstwie.
- Windchill Interference Management Services – Identyfikuje niezgodności pomiędzy komponentami na etapie projektowania i pozwala na ich rozwiązanie.